# Piotr Krasny
Piotr Paweł Krasny (ur. 29 czerwca 1966 w Szczebrzeszynie) – polski historyk sztuki, nauczyciel akademicki.

## Życiorys
Absolwent historii sztuki Uniwersytetu Jagiellońskiego. W 1994 uzyskał stopień doktora, a w 2004 habilitował się. W 2011 otrzymał tytuł profesora nauk humanistycznych. Interesuje się głównie dziejami sztuki nowożytnej na ziemiach polskich oraz sztuką środowiska lwowskiego w wiekach XVII–XIX. W latach 2008–2012 dyrektor Instytutu Historii Sztuki Uniwersytetu Jagiellońskiego. W latach 2012–2014 redaktor naczelny czasopisma „Folia Historiae Artium” i przewodniczący rady naukowej Muzeum Narodowego w Krakowie.
Za pracę naukową został uhonorowany Nagrodą Prezesa Rady Ministrów za Wyróżniającą się Rozprawę Doktorską (1995), Nagrodą Ministra Edukacji Narodowej (2004) i Nagrodą Krakowska Książka Miesiąca (maj 2004 za książkę Architektura cerkiewna na ziemiach ruskich Rzeczypospolitej 1594–1914). W 2022 roku uhonorowany został Srebrnym Medalem „Plus ratio quam vis” UJ.
Czterokrotnie wyróżniony za wysoką jakość pracy dydaktycznej na UJ.

## Wybrane publikacje
- Kościoły i klasztory rzymskokatolickie dawnego województwa ruskiego. T. 1-16, 1992-2008 (praca zbiorowa pod red. Jana K. Ostrowskiego).
- Renesansowy kościół w Dobromilu i jego związki z architektura mazowiecka, [w:] Biuletyn Historii Sztuki, 57 (1995), nr 3-4, s. 271-282 (artykuł dostępny na: ART-Dok).
- Przyczynek do biografii Jana de Witte, [w:] Biuletyn Historii Sztuki, 57 (1995), nr 3-4, s. 295-297 (artykuł dostępny na: ART-Dok).
- Architektura unicka Galicji po I rozbiorze Rzeczypospolitej. (artykuł dostępny na: ART-Dok).
- Architektura cerkiewna na ziemiach ruskich Rzeczyspospolitej 1594-1914, 2003.
- "Pan Piotr Polejowski snycyrz lwowski" i jego dzieła w kościele Franciszkanów w Przemyślu [w:] Sztuka Kresów Wschodnich: materiały sesji naukowej, 2003, nr 5, s. 175-202 (wraz z Jakubem Sito).
- Katalog Zabytków Sztuki w Polsce. Przemyśl. Zespoły Sakralne, 2004.
- Kościół i klasztor Dominikanów w Podkamieniu [w:] Kościoły i klasztory rzymskokatolickie dawnego województwa ruskiego, Kraków 2005, t. 13.
- Lwowskie środowisko artystyczne wobec idei symbiozy sztuk w wystroju i wyposażeniu wnętrz sakralnych (1730-1780) [w:] Rocznik Historii Sztuki, t. XXX, Wydawnictwo Neriton, 2005, s. 147-189 (w jęz. ukr.)
- Visibilia signa ad pietatem excitantes. Teoria sztuki sakralnej pisarzy kościelnych epoki nowożytnej, 2010.
- Fabrica Ecclesiae Ruthenorum. Dzieje cerkwi w Szczebrzeszynie i jej rozbudowy w latach 1777-1789 w świetle kroniki ks. Jana Karola Lipowieckiego, 2010.